# Watford Colosseum

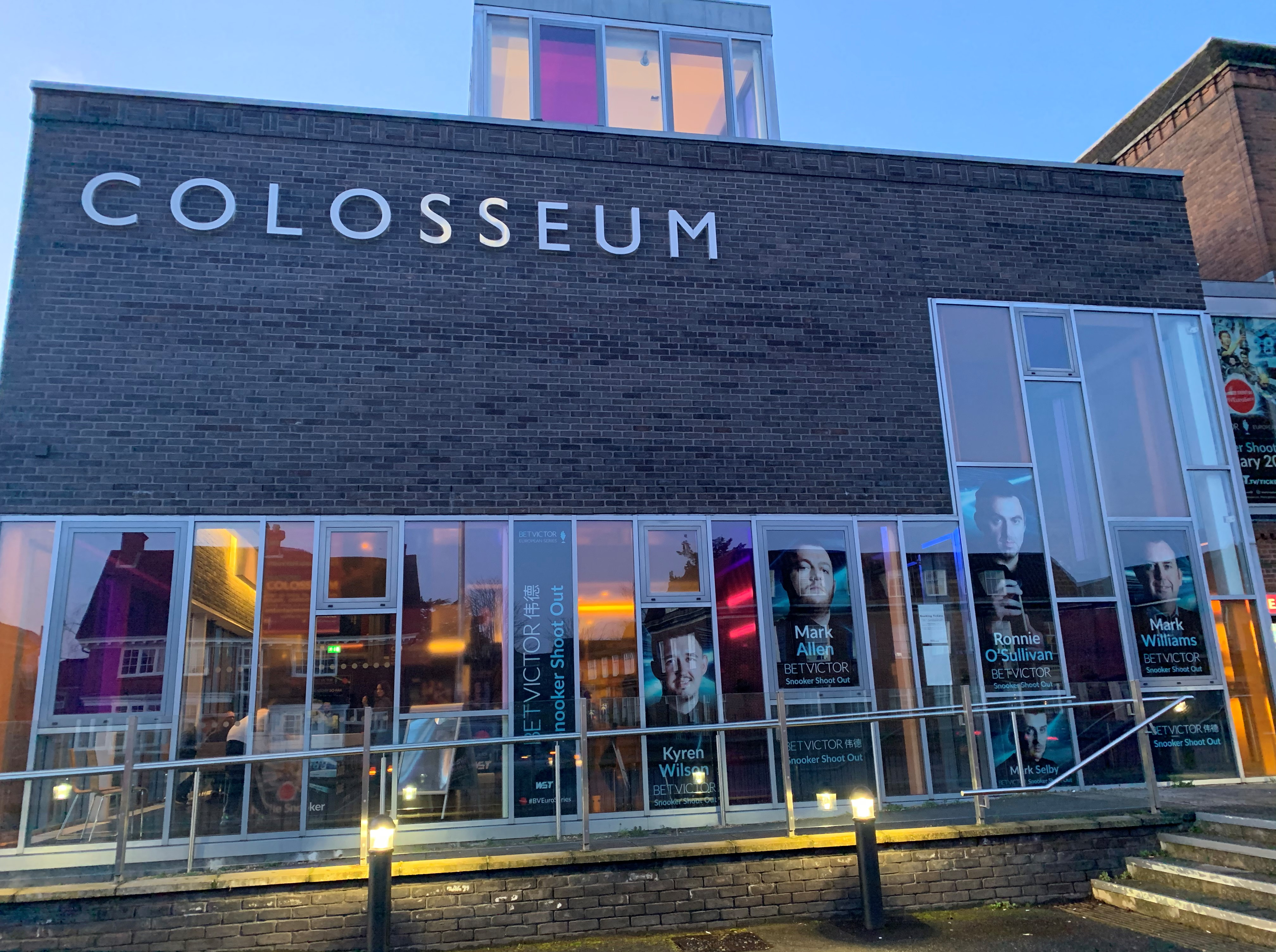
Une photo du Watford Colosseum en 2020.

Le Watford Colosseum est une salle de spectacle de Watford en Angleterre construite en 1938 comme les salles de l’Assemblée de l’hôtel de ville par l’architecte Charles Cowles-Voysey et l’acousticien Hope Bagenal.

## Histoire
Il acquiert une renommée mondiale pour son acoustique fine et est utilisé tout au long de la seconde moitié du XXe siècle pour des concerts et des enregistrements de grands orchestres et musiciens. La hausse des coûts et la baisse de fréquentation ont amené le Conseil de la ville de Watford à le fermer en 1994 avant de le rouvrir en 1995 à la suite d'un accord de gestion conjointe avec une société commerciale qui avait précédemment exploité le Town and Country Club à Londres. Cette société fait faillite en 2004 obligeant le Conseil à le gérer seul jusqu’en avril 2010, date à laquelle il a fermé pour subir une rénovation au cout de 5 millions de livres. Il est rouvert en août 2011 avec une nouvelle direction.
La vie de concert au Watford Colosseum s’est effondrée avec le changement de direction en 1994. Deux ans plus tard, le Classic concerts Trust a présenté des concerts réguliers de musique classique jusqu’à la fin de 2009. Il a été utilisé pour enregistrer diverses bandes sonores de films, y compris Le Seigneur des anneaux, La Mélodie du bonheur et Sleepy Hollow, ainsi que des enregistrements de musique classique comme la performance de Julian Lloyd Webber du Concerto pour violoncelle d’Elgar dirigé par Yehudi Menuhin. Il est régulièrement utilisé pour accueillir des concerts par l'Orchestre de concert de la BBC (en), y compris le Friday Night Is Music Night, et a accueilli des spectacles des interprètes tels que The Who, Robbie Williams, et Oasis.
L’acoustique a été analysée par une société spécialisée en 2009 qui a indiqué que la taille et la forme Shoebox du Watford Colosseum et que le plancher plat et les matériaux utilisés dans la construction permettaient d’obtenir une réverbération agréable ainsi qu’une bonne qualité et clarté sonore au point de le considérer comme une des meilleures salles de spectacle en Europe.
Le complexe est également connu pour accueillir le Snooker Shoot-Out.